# ピアラシティ (三郷市)
ピアラシティは、埼玉県三郷市の町名である。町名地番整理実施区域（住居表示未実施）であり、ピアラシティ一丁目及びピアラシティ二丁目がある。郵便番号は341-0050（三郷郵便局管轄）。

## 地理
三郷市の西部、三郷ジャンクションの北側に位置する。区画整理により整備され、中心となる商業施設ピアラシティが開業したことに伴い、その後地名もピアラシティとなった。

## 沿革
- 2005年（平成17年）5月 - 町域に当たる場所にピアラシティが建設され、街開きする。
- 2015年（平成27年）5月16日 - 三郷インターA地区土地区画整理事業完了に伴い、ピアラシティ一丁目および二丁目が成立。もとは彦倉二丁目、彦野二丁目、泉、彦川戸二丁目、天神二丁目であった。

## 世帯数と人口
2017年（平成29年）10月1日現在の世帯数と人口は以下の通りである。一丁目は全域が大型商業施設と道路用地のため、住民は皆無である。
| 丁目               | 世帯数 | 人口  |
| ------------------ | ------ | ----- |
| ピアラシティ二丁目 | 49世帯 | 145人 |

## 小・中学校の学区
市立小・中学校に通う場合、学区は以下の通りとなる。
| 丁目               | 番地                       | 小学校             | 中学校           |
| ------------------ | -------------------------- | ------------------ | ---------------- |
| ピアラシティ一丁目 | 全域                       | 三郷市立彦成小学校 | 三郷市立北中学校 |
| ピアラシティ二丁目 | 1番地、2番地 6番地〜15番地 | 三郷市立彦成小学校 | 三郷市立北中学校 |
| ピアラシティ二丁目 | その他                     | 三郷市立幸房小学校 | 三郷市立北中学校 |

## 交通

### 鉄道
- 地内に鉄道は敷設されていない。最寄り駅は新三郷駅（徒歩約35分）となる。公共交通機関を利用してのアクセスはやや難がある地である。

### 道路
- 東京外環自動車道
- 国道298号

## 施設
地内には数多くの商業施設が立地する。
- ピアラシティ
- 鳥の郷公園

※ 「ピアラシティ中央公園」や「ピアラシティ交流センター」は泉に立地する。